# Forskrimmerlav
Forskrimmerlav (Rinodina castanomela) är en lavart som först beskrevs av William Nylander och fick sitt nu gällande namn av Johann Franz Xaver Arnold. 
Rinodina castanomela ingår i släktet Rinodina och familjen Physciaceae. Inga underarter finns listade i Catalogue of Life.
I den svenska databasen Dyntaxa används istället namnet Rinodina endophragmia för samma taxon.  Arten är reproducerande i Sverige.